# Pancho Guerra-García
Francisco Guerra-García Campos (Lima, 1965) conocido como Pancho Guerra-García, es un artista y pintor peruano. Nació en Lima en 1965. Hijo del excongresista Roger Guerra-García y de Mabel Campos Montoya. Es hermano del político Hernando Nano Guerra. Su abuelo Antenor Guerra-García Vallejo fue presidente de la Corte Superior de Cajamarca. Francisco fue alumno del pintor Adolfo Winternitz en la Pontificia Universidad Católica del Perú (PUCP). Entre los pintores que influenciaron su obra se encuentran Rugendas, Squier, Guamán Poma de Ayala, Pancho Fierro, Víctor Humareda, Carlos Enrique Polanco, Piero Quijano, entre otros. En 1995 fue su primera exposición de arte. Ha realizado varias exposiciones individuales en el Perú y en el extranjero. Su pintura con el color enriquece los espacios y personajes de Lima, donde retrata escenas del tráfico, microbuses, vendedores ambulantes, cerros de Lima, religiosidad, entre otros. Su arte representa la identidad popular y nacional.

## Premios
- Premio Nacional de Pintura del Perú[22]
- Bienal de Arte Contemporáneo[22]
- Primer Premio del II Concurso PopulArt “Pintemos Bellavista”[2] en 2018